# Oweniidae
Oweniidae ist der Name einer Familie sessiler, röhrenbauender, als Filtrierer lebender Vielborster (Polychaeta), die in Meeren weltweit zu finden sind.

## Merkmale
Die Oweniidae sind an ihren charakteristischen Wohnröhren erkennbar, die sie aus Sandkörnern und eigener Kittsubstanz zusammenzementieren. Eine Tentakelkrone zur Atmung und zum Heranstrudeln von Nahrungspartikeln kann vorhanden sein oder auch fehlen. Sie sind meist klein und werden je nach Art wenige Millimeter bis 3 cm, lediglich im Falle von Owenia fusiformis bis 10 cm lang und haben vergleichsweise wenige, längliche Segmente mit schwach entwickelten Parapodien, an denen kapillarartige Borsten und Haken sitzen. Das Prostomium ist mit dem Peristomium verschmolzen. Der Kopf ist entweder vorn gerundet oder aufgeblasen und zweilappig, in der Gattung Owenia dagegen flach und gelappt. Das Peristomium bildet einen vollständigen Ring hinter dem Prostomium. Die Tiere besitzen keinerlei Antennen, doch sitzt bei den meisten Arten am Prostomium ein Paar Palpen, die in der Gattung Owenia eine lappige Form haben, in der Regel dorsal ausgerichtet sind und je eine Wimpernrinne aufweisen. Im Gegensatz zu den allermeisten Vielborstern haben die Oweniidae keine Nuchalorgane. Augenflecken sind dagegen bei manchen Arten vorhanden, doch können diese bei verschiedenen Populationen einer Art auftreten oder fehlen.
Am ersten und zweiten Segment sitzen nur Notopodien, während ab dem 3. Segment alle Parapodien sowohl Notopodien als auch Neuropodien aufweisen. Die Notopodien haben die Form kurzer, abgeschnittener Zylinder, während die Neuropodien dagegen breit sind mit einem abgeflachten Torus. Es gibt weder dorsal noch ventrale Cirren, und ebenso fehlen Kiemen, Epidermispapillen, Aciculae und eine Kehlmembran. Cirren am Pygidium sind lediglich bei einigen Arten vorhanden.
Das ausstülpbare Buccalorgan liegt ventral, und der Darm ist ein gerades Rohr. Die Oweniidae haben ein wohl entwickeltes geschlossenes Blutgefäßsystem, dem aber ein zentrales Herz fehlt. In der Gattung Owenia dient als Blutfarbstoff im Plasma gelöstes Erythrocruorin, das den reich durchbluteten, auch der Atmung dienenden Tentakeln ihre rötlich-braune bis grünliche Farbe gibt. Paarige Mixonephridien münden einzeln in einem oder wenigen vorderen Segmenten nach außen.

## Verbreitung, Lebensweise und Beispielarten
Die Oweniidae sind in Meeren weltweit verbreitet und leben überwiegend auf sandigen oder schlammigen Untergründen. Die Oweniidae bauen zylindrische Wohnröhren aus körpereigenem Schleim und Sandkörnern. Sie ernähren sich als Filtrierer von Detritus. Auch kleine Sandkörner, die am Schleim der Palpen beziehungsweise der Tentakeln hängen bleiben, werden über die Wimpernrinnen zum Mund transportiert und verschluckt, die anhängenden organischen Bestandteile verdaut und die Mineralpartikel ausgeschieden. Größere Sandkörner werden entweder abgestoßen oder – bei Bedarf – zum Bau oder der Reparatur der Wohnröhre verwendet.

## Entwicklungszyklus
Die Oweniidae sind getrenntgeschlechtlich und paaren sich mehrmals im Leben, in der Gattung Owenia bei einer Lebensdauer von bis zu 3 Jahren etwa einmal jährlich. Bei geschlechtsreifen Tieren sind die Coelomräume der hinteren Segmente mit Gameten angefüllt, die über zwei Poren am After entlassen werden, so dass die Befruchtung im freien Meerwasser stattfindet. Ein Weibchen von Owenia fusiformis kann je nach Größe 6000 bis 85.000 Eier auf einmal legen. Innerhalb von 24 Stunden ab der Befruchtung entsteht eine Mitraria-Larve, die sich in 2 bis 3 Tagen zu einer aktiv schwimmenden Trochophora-Larve entwickelt. Das pelagische Stadium als Zooplankton dauert etwa 4 Monate, bis die reife Larve, findet sie ein geeignetes Substrat, zu Boden sinkt und zu einem kriechenden Wurm metamorphosiert.

## Gattungen
Zur Familie Oweniidae gehören 4 anerkannte Gattungen:
- Galathowenia Kirkegaard, 1959
- Myriochele Malmgren, 1867
- Myriowenia Hartman, 1960
- Owenia Delle Chiaje, 1844